# Norie Hiro
Norie Hiro, född 26 juli 1965 i Nagoya, är en japansk före detta volleybollspelare.
Hiro blev olympisk bronsmedaljör i volleyboll vid sommarspelen 1984 i Los Angeles.